# 马松维琴蒂诺
马松维琴蒂诺（義大利語：Mason Vicentino），是意大利威尼托大区维琴察省的一个市镇。总面积12平方公里，人口3488人，人口密度290.7人/平方公里（2009年）。国家统计（ISTAT）代码为024058。